# Kadumekar
Kadumekar is een bestuurslaag in het regentschap Purwakarta van de provincie West-Java, Indonesië. Kadumekar telt 1502 inwoners (volkstelling 2010).